# Hipíkovy sny
Hipíkovy sny (v anglickém originále Waging Heavy Peace) je autobiografická kniha kanadského hudebníka Neila Younga. Je psána nelineárně a autor se v ní zaměřuje jak na svou primární (hudební) kariéru, tak i na různé nehudební projekty a rovněž na soukromý život a koníčky (modely železnic, automobily). Zaměřuje se například na vztah ke své v době vzniku knihy aktuální manželce Pegi, ale také na svou první manželku Susan Acevedo a pozdější přítelkyni Carrie Snodgress, stejně jako na svého těžce nemocného syna. Pro napsání knihy odmítl využití ghostwritera. Kniha byla poprvé vydána v roce 2012, později byla přeložena do několika jazyků. Česká verze byla na trh uvedena roku 2013. Young později napsal další knihu nazvanou Special Deluxe.